# Otto Georg Thierack
Otto Georg Thierack, född den 19 april 1889 i Wurzen, död den 26 oktober 1946 i Sennelager, var en tysk jurist, politiker och SA-Gruppenführer.

## Biografi
Thierack var mellan 1936 och 1942 ordförande för Folkdomstolen och från 1942 till 1945 riksjustitieminister. Thierack deltog aktivt i att utforma Tredje rikets rättssystem till ett terrorinstrument. I oktober 1942 skrev Thierack i ett brev till Martin Bormann:
| ” | I avsikt att befria det tyska folket från polacker, ryssar, judar och zigenare, och i avsikt att göra de östra territorier som har inkorporerats med das Reich tillgängliga för tyska medborgares bosättning, ämnar jag överlämna den straffrättsliga myndigheten över polacker, ryssar, judar och zigenare till Reichsführer-SS (Himmler). Detta gör jag i den principiella övertygelsen att rättsväsendet endast i ringa mån kan bidra till utrotningen av dessa folkslag. | „ |

Thierack begick självmord i amerikansk fångenskap.